# 豊田知之
豊田 知之（とよた とものぶ、1967年5月18日- ）は、岡山県出身の元競輪選手。日本競輪学校第59期卒業。師匠は松本信雄。

## 戦績
岡山県立水島工業高等学校在学中から、同級生で後に日本競輪学校でも同期となる小橋正義らと共に全国高等学校総合体育大会自転車競技大会（インターハイ）のイタリアンチームレースで優勝を経験。また個人でも国民体育大会の500m速度競走で2位の実績がある。
第59期生として入学した日本競輪学校では在校競走成績第7位。デビュー戦は1987年5月9日、ホームバンクの玉野競輪場で迎え、初勝利も同日。同年9月にS級特進を果たしたが、デビュー5ヶ月目での達成は、当時としては55期の鈴木誠に続く最短記録。
翌1988年からは特別競輪（現在のGI）にも常時参加するようになり、翌1989年の高松宮杯でGI初優出（5着）。続く全日本選抜競輪でも優出（7着）を果たし、翌1990年の日本選手権競輪でも優出（6着）。そして1991年12月に開催されたふるさとダービー決勝（別府競輪場）では、同期の小橋の他、滝澤正光、吉岡稔真、佐々木昭彦、尾崎雅彦らの強豪を相手に優勝を果たした。これらの実績から、この時点ではGIタイトルも狙える逸材と目されていたが、豊田はGI・GIIで優勝を争える実力は見せるものの足踏み状態が続くことになる。
この頃の岡山選手会は登録選手数が相対的に見て他地区よりも多いにもかかわらず、なかなかGIタイトルホルダーが出現しなかった。豊田がデビューする前までは、西谷康彦が西日本の地区であるにもかかわらず、フラワーラインに与する必要性を説き、またそうすることで岡山の選手をまとめあげていた。しかし豊田がデビューした頃には既にフラワーラインは瓦解しており、それ以後、岡山の選手内部同士で一種の派閥争いが生じていた。
同期の小橋は、そうした派閥争いに嫌気が差して井上茂徳（佐賀）に接近し、井上のアドバイスをしばし受けるなどして練習を重ねた結果、岡山の選手として初めてGI優勝者となった。以後小橋の活躍ぶりは承知の通り。一方、豊田は当時自身が武器としていた、スピードを生かした自力勝負に限界が見られるようになり、成績も下降線を辿るようになった。また岡山及び近隣地区にはこれといった後輩の自力型の選手が現れず、追い込み選手への転向も図れないでいた。以後もGIは常時参加していたが、一次予選さえ突破できない日々が続いていた。結局、小橋のように完全な追い込み選手になりきれぬまま、豊田は追い込みを主体としながらも時折自力を交えた自在選手となっていった。
しかし豊田は2005年のふるさとダービー（弥彦競輪場）において、GIIとしては同じ弥彦で開催された1992年のふるさとダービー以来、実に13年ぶりに決勝へと進出し、しかも3着と健闘した。その後もGI、GII開催では常時出場を果たしたが、2007年のオールスター競輪（高知競輪場）において、GIとしては上記の90年の日本選手権以来、実に17年6ヶ月ぶりに優出。しかもラインのない戦いを強いられながらも最終2角付近から捲りに打って出て、最後は力尽きた形とはなったが3着に食い込み、40歳になって初めてGIの表彰台を経験した。またこの時の実績により、初代S級S班18名に選出された。
その後はGIこそ獲得できなかったものの長い間S級で活躍を続けたが、2015年6月26日の富山競輪場第7R・S級一般で8着となった後、A級への降格を理由として引退を表明し、同年7月3日に選手登録を消除した。通算成績2583戦285勝。

## 競走スタイル
全盛期は追い込みを主体としつつ、上述のオールスターで見せたような混戦時には自力も繰り出せる脚を兼備しており、特に単騎勝負となったときほど不気味な存在になっていた。